# Andreas Palmaer
Tom Andreas Palmaer, född 18 februari 1972 i Stockholm, är en svensk förlagsredaktör och författare av barn- och ungdomsböcker.